# Rudolf Carnap
Rudolf Carnap (18. května 1891 Ronsdorf u Wuppertalu, Německo – 14. září 1970 Santa Monica, Kalifornie) byl německý filozof, matematik a logik. Působil ve Vídni, v Praze a později ve Spojených státech (Chicago, Harvard, Princeton, Los Angeles). Vycházel z G. Fregeho a B. Russella.
Byl hlavním představitelem novopozitivismu a filozofie vědy a také spolutvůrcem programu vídeňského kroužku, který stál u zrodu analytické filozofie.
Podle vídeňského kroužku smysluplnost každého výroku přímo závisí na tom, zda jej lze nebo nelze převést na takovou základní formu, kterou je možno (nejlépe empiricky) verifikovat. Smysluplné jsou tedy jen verifikovatelné výroky. Rudolf Carnap hovoří o tzv. protokolárních větách. Výroky je třeba převést na empiricky vykazatelné záznamy, tedy jakési „protokoly“ – jedině ty je pak možno verifikovat. Výroky, které nelze převést do protokolární formy, nelze ani verifikovat a nemohou být tedy prohlášeny za smysluplné.
Podle Carnapa o tradičních větách filozofie není schopen filozof rozhodnout, zda jsou smysluplné, takže metafyzika nemůže být považována za vědu. Zastával názor, že poslání filozofie spočívá v analýze jazyka vědy, která má umožnit rozpoznat logicky správné věty od vět logicky nesprávných.

## Dílo
- Seznam děl v Souborném katalogu ČR, jejichž autorem nebo tématem je Rudolf Carnap
- Logická výstavba světa (Der logische Aufbau der Welt), 1928
- Scheinprobleme in der Philosophie, 1928
- Abriss der Logistik, 1929
- Logická syntax jazyka (Logische Syntax der Sprache), 1934
- Úvod do sémantiky (Introduction to Semantics), 1942
- Formalization of logic, 1943
- Meaning and Necessity, 1947
- Logical Foundations of Probability, 1950
- Introduction to Symbolic Logic, 1958